# Bohrowie
Bohrowie (Bohra, Vohra, Musta'ilici) – jedna z dwu głównych – obok chodżów – gałęzi ismailityzmu. Ich nazwa pochodzi od słowa vohorvu (vyavahar), co w gudźarati znaczy „handlować”. Twierdzą, że ich przywódcy da'iowie są zastępcami imamów. Żyją głównie w Indiach (w Gujaracie) i w Bombaju, gdzie są znani z prowadzenia dużych ośrodków naukowych. Początkowo większość z nich pochodziła z warny braminów, później zaś stali się kupcami. Znacznie silniej zasymilowali się w hinduskim społeczeństwie niż chodżowie. Jest ich obecnie 2,3–2,8 mln.
Dzielą się na kilka grup posiadających odrębne linie da'iów (daty oznaczają czas oderwania się od „głównej” gałęzi wyznania [Dawoodi]):
- Dawoodi (zwani też Daudi)
- Jafari bohrowie (1426)
- Sulajmani bohrowie (1592)
- Alavi bohrowie (zwani też Aliyah; 1625, ostatecznie 1637)
- Hebtiahs bohrowie (1754)
- Atba-i Malak bohrowie (1840)
- Postępowi Bohrowie Dawoodi (ok. 1980, uznają da'ia Dawoodi)